# Sonic Crackers
Sonic Crackers, également appelé Sonic Studium, était un prototype de jeu vidéo développé par la Sonic Team et édité par Sega. Il s’agissait d’un jeu de plates-formes de la série Sonic prévu sur Mega Drive.
Le jeu met en scène Sonic et son ami Miles "Tails" Prower.
Ce prototype a servi de base pour Knuckles' Chaotix, sorti sur 32X en 1995.

## Système de jeu
Le joueur dirige Sonic et "Tails", tous deux liés par un élastique formé d'anneaux, une idée qui sera reprise dans Knuckles' Chaotix.
On retiendra que le jeu avait prévu plusieurs niveaux adventure (aventure), qui pouvaient apparaître plusieurs fois sous plusieurs palettes différentes, et des niveaux Field (terrain).
Le premier niveau rappelle d'ailleurs fortement le niveau Techno Tower Zone dans Knuckles' Chaotix, ce dernier porte d'ailleurs ici le même nom. L'objectif de ce niveau est d'arriver en haut de la tour en moins de 3 minutes, le joueur est amené ensuite dans le premier niveau Field du jeu, qui présente un fond nuageux et une cascade, dont le nom pourrait être Rainbow Zone, mais le nom n'a rien d'officiel. Ce niveau semble incomplet, il n'y a aucune collision et Sonic peut se promener n'importe où sans avoir le risque de se faire attaquer. Cela rappelle fortement le niveau de même type dans Knuckles' Chaotix. Cependant la vue y est en 3D isométrique, alors que la majorité du jeu est en 2D. Si le joueur presse le bouton start pour mettre le jeu en pause et presse ensuite le bouton A, B ou C, Sonic est projeté dans un second niveau de type Adventure qui se nomme Speed Slider Zone.
Ce dernier niveau se passe dans un environnement carnavalesque qui sera repris dans Knuckles' Chaotix. Cela dit, ce niveau est un peu particulier, car il n'a pas de fin et se répète à l'infini, un peu comme dans les niveaux du mode championnat dans Sonic 3. Le joueur doit faire le plus de tour possible en moins d'une minute. À la fin du temps, Sonic et son compagnon sont projetés dans un dernier niveau Field appelé Electric Field Zone, là aussi un nom non officiel. Ce niveau se passe également en 3D isométrique. Là, le joueur peut également mettre le jeu en pause en appuyant sur le bouton start, puis s'il appuie sur le bouton A, B ou C, il sera ramené dans le niveau adventure du début, Techno Tower Zone, mais sous une palette différente. Il y a quatre palettes en tout.

## Les niveaux
Le jeu étant resté sous l'état de projet, peu de niveaux sont connus. Mais comme deux de ces derniers sont repris dans Knuckles' Chaotix, il se peut qu'il en soit de même pour les autres.

### Les niveaux adventure connus
- Techno Tower Zone (4 palettes différentes)
- Speed Slider Zone

### Les niveaux field connus
- Rainbow Zone
- Electric Field Zone